# Pelicano Eucarístico

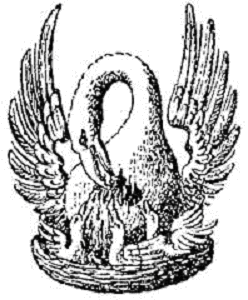
Imagem do pelicano bicando o próprio peito para alimentar seus filhotes.

O Pelicano Eucarístico é um símbolo católico que apresenta relação direta com a refeição por excelência, a Eucaristia, uma vez que Cristo deu seu próprio sangue para alimentar o povo. Assim, o pelicano, ave grande que vive em regiões aquáticas, apresenta relações diretas com o sacrifício de Jesus afinal, segundo a Lenda do Pelicano Eucarístico, na falta de peixes para alimentar seus filhotes, o pelicano bica o próprio peito oferecendo sua carne e sangue para os filhos. 

## Histórico
O pelicano é o símbolo do sacrifício e da doação. Na Eucaristia, é Jesus Cristo, como pão do céu, da paz e a salvação da humanidade. Assim, São Jerônimo, num comentário do Salmo 102, disse: “Sou como um pelicano do deserto, que fustiga o peito e alimenta com o próprio sangue os seus filhos”. Assim, tornar-se um símbolo da Paixão de Cristo e da Eucaristia. 
Do mesmo modo que o pelicano, Cristo se sacrificou, dando-nos alimento através do Seu amor auto sacrificial. São Tomás de Aquino (1225-1274) faz referência ao símbolo do pelicano em seu hino "Adoro te devote", além de também citar o animal em outros textos: “O pelicano bom a nos inundar com vosso sangue, sangue no qual uma só gota pode salvar o mundo inteiro”.
Muitas das faculdades britânicas como por exemplo Oxford e Cambridge foram estabelecidas por ordens religiosas católicas para a educação de seus membros. Assim, o Pelicano também aparece no Brasão do Corpus Christi College de Oxford e Cambridge. Essas faculdades ainda conservam lembranças de sua herança católica. Dentro do quadrilátero de Corpus Christi College, em Oxford há uma grande coluna em que se ergue a estátua de um pelicano. 

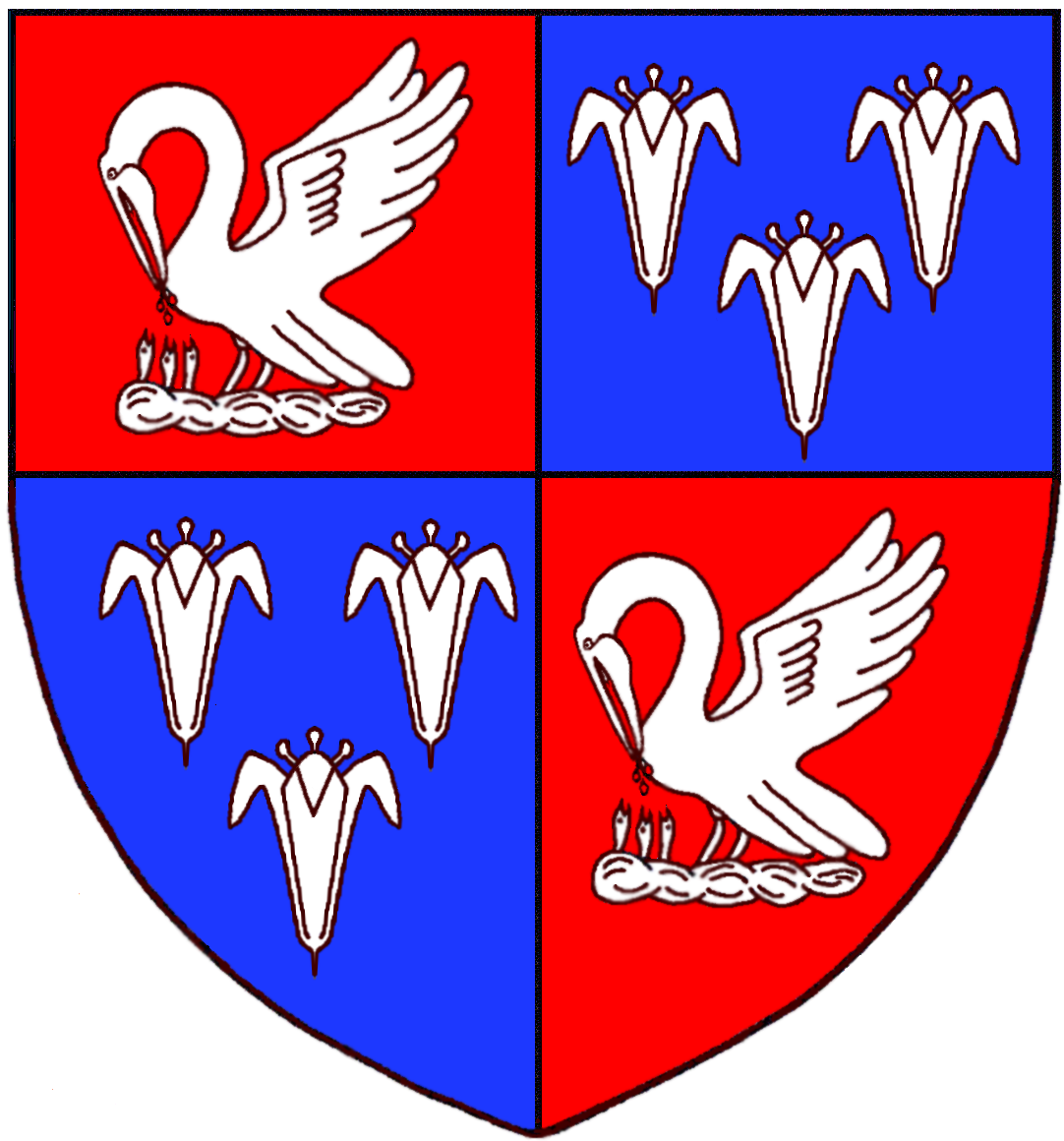
Brasão da Corpus Christi College Cambridge, representando a cena do Pelicano Eucarístico sob dois ângulos (utilização de cores intensas para representar a cena de Cristo e sua paixão).

Brasão da Corpus Christi College Oxford, representando o Pelicano Eucarístico bicando o próprio peito, respingando sangue.

## Outros significados
Na maçonaria, o Pelicano significa Deuses ou Deus alimentando o seu cosmos com a própria substância (no caso o sangue). Nas páginas do Dicionário Enciclopédico da Maçonaria existe a seguinte descrição sobre o pelicano: "Símbolo maçônico representado pelo pelicano derramando sangue pelos seus filhotes a que foi adotado pela maçonaria. Na antiga arte cristã, o pelicano era considerado emblema do salvador". Além disso, nas suas representações, o pelicano sempre apresenta seus filhotes de acordo com os números sagrados para os maçons (3, 5 ou 7).
Os alquimistas, pagãos e egípcios também apresentaram diferentes significados para o pelicano. Para os alquimistas, pelicano foi o nome dado a um utensílio, uma espécie de alambique que teria o objetivo de alimentar, constantemente, a vida. Os egípcios acreditavam que era uma ave sagrada .

## Sobre o Animal
A principal característica do pelicano é uma bolsa membranosa que prende o bico, duas ou três vezes maior que seu estômago que tem a finalidade de armazenar alimento por um determinado tempo. Além disso, como a maioria das aves aquáticas, possui os dedos unidos por membranas. Encontrados em todos os continentes, com exceção da Antártida, podem chegar a medir até três metros, de uma asa a outra, e pesar até 13 quilos. Os machos são normalmente maiores e possuem bicos mais longos que as fêmeas, sendo que ambos se alimentam de peixes.
Costumando a sofrer de uma doença que os deixa com uma marca vermelha no peito, o que deu origem à Lenda do Pelicano Eucarístico. Outra versão da lenda, é que os animais costumavam matar os filhotes e, depois, ressuscitá-los com seu sangue. Na Europa medieval eram considerados animais especiais e zelosos que alimentavam os filhotes com o alimento que extraíam da sua própria bolsa e chegando a faltar alimento, dava-lhes o seu próprio sangue.